# Intendent
Intendent (av latinets intendere, 'spänna', 'sträcka', rikta sin uppmärksamhet på') är titeln för en person med administrativa, redovisande eller liknande arbetsuppgifter på exempelvis ett museum, auktionshus, färja, universitet eller sjukhus.

## Användning och olika ord
I det militära kallades chefen för intendenturavdelningen fram till 1970-talet för regementsintendent. En jämbördig avdelning är tygavdelningen, men dess chef kallas – trots motsvarande arbetsuppgifter – inte intendent utan tygofficer. Ordet tyg i tygofficer är samma ord som i verktyg.
Inom polisen är intendent en titel för en högre polischef. 
Vid en kulturinstitution som till exempel ett museum eller en konsthall, har utställningskuratorer ofta titeln intendent.
Överintendent är en titel som bland annat kan avse chefen för ett svenskt statligt museum. 
Intendent, eller purser, är beteckningen på högsta befälet för passagerarservicen på ett fartyg.